# Prorachia
Prorachia là một chi bướm đêm thuộc họ Noctuidae.